# Renny Ottolina
Renaldo José Ottolina Pinto (Valencia, Veneçuela, 11 de desembre de 1928 - Tanaguarenas, Estat Vargas, 16 de març de 1978), va ser un narrador, locutor, animador i productor de programes de ràdio i televisió, publicista, corredor de cotxes i polític veneçolà, va ser un pioner en molts aspectes de la publicitat, la comunicació social i la producció televisiva a Veneçuela.

## Biografia

### Primers anys
Era fill d'un emigrant italià anomenat Francisco "Pancho" Ottolina, i de la veneçolana Ana Mercedes Pinto. Orfe de mare el 1930., el 1934 la família es va mudar a Caracas. Va estudiar inicialment al Col·legi La Salle, després va estudiar a l'internat del Col·legi Sagrat Cor de Jesús i al Col·legi San José dels Teques. Va tenir per companys d'estudi al cantant Héctor Murga, al periodista i escriptor Carlos Rangel i al músic i compositor Aníbal Abreu, qui anys després, seria el director musical del seu xou televisiu.

### Trajectòria professional
Renaldo va prendre el diminutiu Renny i començà a la ràdio el 1945.
Va treballar com a locutor en l'emissora Radio Caracas i poc després a Radiodifusora Venezuela. Aquest mateix any comença a produir el seu propi programa anomenat La Revista Americana, però és acomiadat perquè el director no va considerar que tenia condicions per a la ràdio. Aleshores ingressa a Radio Cultura, emissora de l'empresari i comunicador Gonzalo Veloz Mancera, produint l'espai Noches especiales de Orange Crush. Alhora ingressa com a redactor de noticiaris i com a narrador de comercials a Bolívar Films, de la mà del seu fundador, Luis Guillermo Villegas Blanco.
El 1952 participa com a presentador del programa inaugural de Televisora Nacional. El 16 de febrer de 1955 és contractat per RCTV donant inici, (el 28 de febrer) al programa matutí de varietats i entrevistes, Lo de Hoy al costat de Silvia Palatti, Laura Olivares, Lolita Sacristán, el director musical Aníbal Abreu i el productor Jorge Citino. Va ser el primer programa a transmetre's en l'horari matutí en la televisió veneçolana.
El 17 de juny de 1957 la revista Life li dedica un reportatge de cinc pàgines titulat "Fa riure i ajuda a vendre" enaltint la seva labor en la televisió. El 1958 i 1959 viatja a França i participa en la carrera de les 24 Hores de Le Mans, sota la seva pròpia escuderia, manejant un vehicle Mercedes Benz encara que no va arribar a guanyar-la.
El 1959 viatja als Estats Units contractat per la cadena ABC. Estudia les tècniques de producció de televisió i treballa en l'estació de Nova York d'aquesta empresa, on presumptament va arribar a un acord amb la companyia CBS per a organitzar l'estació Televisa, que passaria a dir-se Venevisión i de la qual va ser el seu primer gerent; a més de dissenyar l'emblema de la planta i elaborar el primer eslògan Es bueno, vale.... Però abans de sortir a l'aire, va haver-hi un desacord entre Ottolina i els socis de l'empresa, ja que Renny volia participació accionaria en l'empresa, la qual va ser negada. Aquest incident va fer que Ottolina tornés a Radio Caracas Televisió com a productor independent amb dos programes, "El show de Renny" amb format de revista de varietats tots els dies al migdia i "Renny Presenta", programa musical estel·lar emès el diumenge.
El 29 de gener de 1967 presenta en el seu espai Tom Jones. Al desembre de 1967 realitza un Programa Especial de nadal titulat "El Angelito más pequeño", adaptació del propi Renny Ottolina del conte de l'escriptor estatunidenc Charles Tazewell i actuat per la seva filla petita Rena Fernanda. Malgrat els èxits i popularitat de Renny, va decidir rescindir el seu contracte a principis dels anys 70 amb l'excusa que guanyava més diners amb els seus programes que els mateixos integrants de la Junta Directiva del canal televisiu. El 20 de novembre de 1969, les seves dues filles grans, Rina i Rhona, són segrestades a Caracas, la qual cosa fa que Renny prengui la decisió de treure la seva família del país i residenciar-la als Estats Units.
El gener de 1970 presenta Stevie Wonder en el seu espai. El novembre de 1970 condueix des del Teatre Municipal deCaracas, el Festival del Nen. A l'octubre de 1972 Ottolina marca una fita en la televisió veneçolana, en realitzar el primer programa de televisió en color amb la col·laboració de l'empresa cinematogràfica Bolívar Films i la participació d'artistes veneçolans com José Luis Rodríguez, Carlos Moreán i Nora Suárez. Aquest programa es va dir "Churun Merú" i va ser realitzat al Salto Ángel
El 1973 entrevista en el seu programa del migdia als candidats presidencials més importants i amb opcions reals de triomf. La seva influència era tal, que alguns polítics veneçolans van afirmar que les respostes donades en la seva entrevista pel candidat opositor Carlos Andrés Pérez amb relació a les respostes donades pel candidat del partit de govern de llavors, Lorenzo Fernández van fer que Pérez convencés als votants per a guanyar aquestes eleccions.
A la fi de 1973 es forja un acord entre les tres estacions privades de televisió (RCTV, Venevisión i CVTV) coneguda com "la reunió dels Tres Apòstols" on decideixen eliminar la figura de productor independent, obligant als qui exercien aquesta funció que per a poder tenir estacions televisives haurien de formar part de la nòmines d'aquests canals, el que implicava que els ingressos que obtenien els productors independents, producte de la venda de pautes publicitàries, passarien a ser netes per als canals. Ottolina rebutja formar part de la nòmina d'algun canal privat perquè perdria la seva independència de creativitat i d'expressar els seus pensaments de forma clara i lliure, per la qual cosa no li és renovat el contracte a CVTV i cap altra estació va procurar fer-se dels seus serveis, raó per la qual s'emet el 30 de desembre de 1973 l'últim programa de la sèrie Renny Presenta i el 31 de desembre de 1973 l'últim programa de la sèrie El Show de Renny, marcant el retir forçat de la televisió del "Número 1".
A principis de 1974 Venezolana de Televisión va ser comprada per l'Estat Veneçolà i li ofereix a Ottolina el càrrec de President, però declina quan demana tenir independència absoluta de les directrius dictades pel Ministeri d'Informació i Turisme, i l'ara President Carlos Andrés Pérez li nega aquesta comanda. No obstant això, aconsegueix un contracte amb Venevisión i presenta el que seria el seu últim espai en televisió, El planeta del agua.
Renny es converteix en el principal crític del govern de Carlos Andrés Pérez, al qual va arribar a titllar de ser incapaç de governar, malgrat haver-ne estat partidari. Les represàlies per part del govern no es van fer esperar i el programa va ser cancel·lat.
El 1977, sota el suggeriment dels germans Vinicio i Parsifal De Sola, decideix prsentar-se com a candidat presidencial i crea una Direcció Nacional d'Estratègia que conformen els De Sola, Alfredo Anzola, Vladimir Gessen, Gonzalo Pérez Hernández i Joaquín Silveira. Funden el partit MIN (Moviment d'Integritat Nacional) i participaria en les eleccions presidencials de 1978.
El 16 de març de 1978 mentre viatjava a una reunió d'empresaris que anava a realitzar-se a Porlamar, l'avioneta Cessna 310 on viatjaven a més el seu cap de campanya Ciro Medina, Luis Duque i César Oropeza, s'estavella als voltants del Pico Naiguatá, incident en el que hi van morir tots els ocupants. Les autoritats van trigar una setmana a localitzar els cadàvers, ja que es va pensar que l'avioneta s'havia estavellat al mar. El pensament polític de Renny Ottolina s'inspirava en el pensament bolivarià, i el difonia mediàticament.